# Итокадзу, Ёити
Ёити Итокадзу (яп. 糸数 陽 Itokazu Yōichi,  род. 24 мая 1991 года) — японский тяжелоатлет, призёр чемпионата мира 2017 года, чемпион Азии 2016 года, призёр летней Универсиады 2013 года. Участник летних Олимпийских игр 2016 года.

## Карьера
Родился в 1991 году. На летней универсиаде в Казани в 2013 году, в весовой категории до 62 кг, завоевал серебряную медаль, подняв общий вес на штанге 294 кг.
На чемпионате Азии в 2016 году в Ташкенте завоевал титул чемпиона континента, взяв вес по сумме двух упражнений 288 кг.
На Олимпийских играх в 2016 году принял участие в соревнованиях весовой категории до 62 кг, в итоговом протоколе стал четвёртым (302 кг).
В 2017 году на чемпионате мира в Анахайме завоевал серебряную медаль в весовой категории до 62 кг с общим весом 299 кг.
На летних Азиатских играх в Джакарте в 2018 году, в вестовой категории до 62 кг, стал пятым.
В начале ноября 2018 года на чемпионате мира в Ашхабаде, японский спортсмен, в весовой категории до 61 кг, занял итоговое восьмое место.
В сентябре 2019 года на чемпионате мира в Паттайе, Ёити, в весовой категории до 61 кг, завоевал малую бронзовую медаль в рывке штанги (135 кг). В итоговом протоколе стал шестым.